# Eddy Ratti
Eddy Ratti (* 4. April 1977 in Codogno) ist ein ehemaliger italienischer Radrennfahrer.

## Sportlicher Werdegang
Eddy Ratti begann seine Karriere im Jahr 2000 beim Radsportteam Mapei-Quick Step. Seinen ersten internationalen Erfolg feierte er 2002 bei der Regio-Tour, bei der er das Einzelzeitfahren  gewann. Kurz darauf entschied er das italienische Eintagesrennen Tre Valli Varesine für sich. Daraufhin wechselte er zu Lampre, wo er hingegen erfolglos blieb und 2004 zu Flanders-Afin.com ging. 2005 fuhr Ratti für das japanische Continental Team Nippo, wo er Vierter der Trofeo Matteotti wurde und die Hokkaido-Rundfahrt gewann. Seit 2006 fuhr er für das italienische Professional Continental Team Naturino-Sapore di Mare. Er wurde unter anderem Fünfter der Bayern-Rundfahrt, Zweiter beim Circuit de Lorraine, Dritter beim Giro dell’Appennino und ebenfalls Dritter beim Giro del Trentino. Außerdem gewann er eine Etappe bei der Settimana Ciclistica Lombarda. 2008 kehrte er zum Team Nippo zurück und hatte mit drei Siegen sowie dem Gewinn  der Gesamtwertung bei der Istrian Spring Trophy die erfolgreichste Saison seiner Karriere.
Nach einem Dopingtest am 21. Januar 2010 wurde bei Ratti das Blutdopingmittel EPO nachgewiesen. Daraufhin wurde er am 13. Februar von der UCI vorläufig suspendiert und im Juni von einem Sportgericht für zwei Jahre gesperrt. Nach Ablauf seiner Sperre kehrte er nicht mehr in den Radrennsport zurück.
Außerdem wurde Ratti wegen Verstoßes gegen das italienische Anti-Doping-Gesetz mit einer Geldstrafe von 8000 Euro belegt. Dagegen ging er gerichtlich vor und wurde im November 2014 aus Mangel an Beweisen vom Gericht in Lodi freigesprochen.

## Erfolge
2002
- eine Etappe Regio-Tour
- Tre Valli Varesine
- Due Giorni Marchigiana

2005
- Hokkaido-Rundfahrt

2008
- Gesamtwertung und eine Etappe Istrian Spring Trophy
- Gran Premio Industria & Artigianato-Larciano
- eine Etappe Brixia Tour